# Les Martres-de-Veyre
Les Martres-de-Veyre è un comune francese di 4 042 abitanti situato nel dipartimento del Puy-de-Dôme nella regione dell'Alvernia-Rodano-Alpi.

## Società

### Evoluzione demografica
Abitanti censiti

## Amministrazione

### Gemellaggi
- Wynyard, dal 1973
- Arcozelo